# Sidymella
Sidymella Strand, 1942 è un genere di ragni appartenente alla famiglia Thomisidae.

## Distribuzione
Le 21 specie note di questo genere sono state rinvenute nell'Oceania e in America meridionale: la specie dall'areale più vasto è la S. lucida reperita in varie località della zona compresa fra la Colombia e l'Argentina.

## Tassonomia
Non sono stati esaminati esemplari di questo genere dal 2011.
A dicembre 2014, si compone di 21 specie:
1. Sidymella angularis (Urquhart, 1885) — Nuova Zelanda
2. Sidymella angulata (Urquhart, 1885) — Nuova Zelanda
3. Sidymella benhami (Hogg, 1910) — Nuova Zelanda, Isola di Stewart (Isole Salomone)
4. Sidymella bicuspidata (L. Koch, 1874) — Queensland
5. Sidymella hirsuta (L. Koch, 1874) — Queensland
6. Sidymella jordanensis (Soares, 1944) — Brasile
7. Sidymella kochi (Simon, 1908) — Australia occidentale
8. Sidymella kolpogaster (Lise, 1973) — Brasile
9. Sidymella lampei (Strand, 1913) — Victoria (Australia)
10. Sidymella lobata (L. Koch, 1874) — Queensland, Nuovo Galles del Sud
11. Sidymella longipes (L. Koch, 1874) — Queensland
12. Sidymella longispina (Mello-Leitão, 1943) — Brasile
13. Sidymella lucida (Keyserling, 1880)[2] — dalla Colombia all'Argentina
14. Sidymella multispinulosa (Mello-Leitão, 1944) — Brasile
15. Sidymella nigripes (Mello-Leitão, 1947) — Brasile
16. Sidymella obscura (Mello-Leitão, 1929) — Brasile
17. Sidymella parallela (Mello-Leitão, 1929) — Brasile
18. Sidymella rubrosignata (L. Koch, 1874) — Nuovo Galles del Sud
19. Sidymella sigillata (Mello-Leitão, 1941) — Uruguay
20. Sidymella spinifera (Mello-Leitão, 1929) — Brasile
21. Sidymella trapezia (L. Koch, 1874) — Australia

### Sinonimi
- Sidymella cancellata (Mello-Leitão, 1943); posta in sinonimia con S. lucida (Keyserling, 1880) a seguito di un lavoro di Lise del 1973, quando gli esemplari portavano la precedente denominazione di Sidyma.[1].